# Distretti della Bielorussia

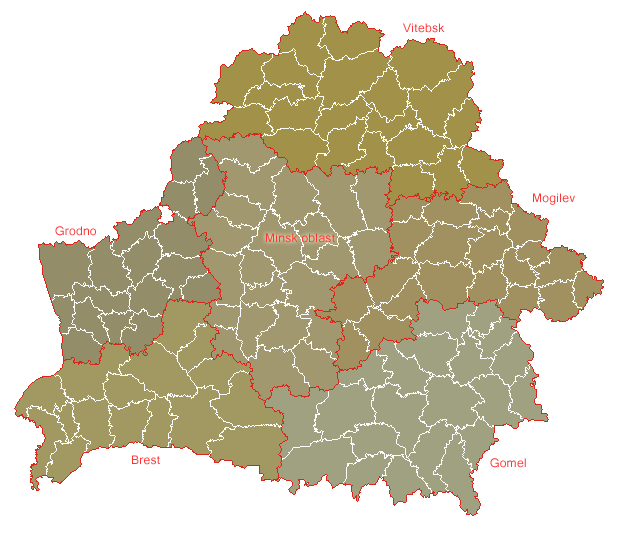
Distretti della Bielorussia

I distretti della Bielorussia (in bielorusso: raëny, sing. raën) sono la suddivisione territoriale di secondo livello del Paese, dopo le regioni, e sono in tutto 118.

## Lista

### Regione di Brėst
| Distretto               | Capoluogo  |
| ----------------------- | ---------- |
| Distretto di Baranavičy | Baranavičy |
| Distretto di Bjaroza    | Bjaroza    |
| Distretto di Brėst      | Brėst      |
| Distretto di Drahičyn   | Drahičyn   |
| Distretto di Hancavičy  | Hancavičy  |
| Distretto di Ivacėvičy  | Ivacėvičy  |
| Distretto di Ivanava    | Ivanava    |
| Distretto di Kamenec    | Kamenec    |
| Distretto di Kobryn     | Kobryn     |
| Distretto di Ljachavičy | Ljachavičy |
| Distretto di Luninec    | Luninec    |
| Distretto di Malaryta   | Malaryta   |
| Distretto di Pinsk      | Pinsk      |
| Distretto di Pružany    | Pružany    |
| Distretto di Stolin     | Stolin     |
| Distretto di Žabinka    | Žabinka    |

### Regione di Homel'
| Distretto                  | Capoluogo     |
| -------------------------- | ------------- |
| Distretto di Akcjabrski    | Akcjabrski    |
| Distretto di Brahin        | Brahin        |
| Distretto di Buda-Kašalëva | Buda-Kašalëva |
| Distretto di Čačėrsk       | Čačėrsk       |
| Distretto di Chojniki      | Chojniki      |
| Distretto di Dobruš        | Dobruš        |
| Distretto di El'sk         | El'sk         |
| Distretto di Homel'        | Homel'        |
| Distretto di Kalinkavičy   | Kalinkavičy   |
| Distretto di Karma         | Karma         |
| Distretto di Lel'čycy      | Lel'čycy      |
| Distretto di Loeŭ          | Loeŭ          |
| Distretto di Mazyr         | Mazyr         |
| Distretto di Naroŭlja      | Naroŭlja      |
| Distretto di Petrykaŭ      | Petrykaŭ      |
| Distretto di Rahačoŭ       | Rahačoŭ       |
| Distretto di Rėčica        | Rėčica        |
| Distretto di Svetlahorsk   | Svetlahorsk   |
| Distretto di Vetka         | Vetka         |
| Distretto di Žlobin        | Žlobin        |
| Distretto di Žytkavičy     | Žytkavičy     |

### Regione di Hrodna
| Distretto                          | Capoluogo             |
| ---------------------------------- | --------------------- |
| Distretto di Ašmjany               | Ašmjany               |
| Distretto di Astravec              | Astravec              |
| Distretto di Dzjatlava             | Dzjatlava             |
| Distretto di Hrodna                | Hrodna                |
| Distretto di Iŭe                   | Iŭe                   |
| Distretto di Karėličy              | Karėličy              |
| Distretto di Lida                  | Lida                  |
| Distretto di Masty                 | Masty                 |
| Distretto di Navahrudak            | Navahrudak            |
| Distretto di Ščučyn                | Ščučyn                |
| Distretto di Slonim                | Slonim                |
| Distretto di Smarhon'              | Smarhon'              |
| Distretto di Svislač               | Svislač               |
| Distretto di Vaŭkavysk             | Vaŭkavysk             |
| Distretto di Vjalikaja Berastavica | Vjalikaja Berastavica |
| Distretto di Voranava              | Voranava              |
| Distretto di Zėl'va                | Zėl'va                |

### Regione di Mahilëŭ
| Distretto                 | Capoluogo    |
| ------------------------- | ------------ |
| Distretto di Asipovičy    | Asipovičy    |
| Distretto di Babrujsk     | Babrujsk     |
| Distretto di Bjalyničy    | Bjalyničy    |
| Distretto di Bychaŭ       | Bychaŭ       |
| Distretto di Čavusy       | Čavusy       |
| Distretto di Čėrykaŭ      | Čėrykaŭ      |
| Distretto di Chocimsk     | Chocimsk     |
| Distretto di Drybin       | Drybin       |
| Distretto di Hlusk        | Hlusk        |
| Distretto di Horki        | Horki        |
| Distretto di Kascjukovičy | Kascjukovičy |
| Distretto di Kiraŭsk      | Kiraŭsk      |
| Distretto di Kličaŭ       | Kličaŭ       |
| Distretto di Klimavičy    | Klimavičy    |
| Distretto di Krasnapol'e  | Krasnapol'e  |
| Distretto di Kruhlae      | Kruhlae      |
| Distretto di Kryčaŭ       | Kryčaŭ       |
| Distretto di Mahilëŭ      | Mahilëŭ      |
| Distretto di Mscislaŭ     | Mscislaŭ     |
| Distretto di Škloŭ        | Škloŭ        |
| Distretto di Slaŭharad    | Slaŭharad    |

### Regione di Minsk
| Distretto                   | Capoluogo      |
| --------------------------- | -------------- |
| Distretto di Berazino       | Berazino       |
| Distretto di Barysaŭ        | Barysaŭ        |
| Distretto di Čėrven'        | Čėrven'        |
| Distretto di Dzjaržynsk     | Dzjaržynsk     |
| Distretto di Kleck          | Kleck          |
| Distretto di Kapyl'         | Kapyl'         |
| Distretto di Krupki         | Krupki         |
| Distretto di Lahojsk        | Lahojsk        |
| Distretto di Ljuban'        | Ljuban'        |
| Distretto di Minsk          | Minsk          |
| Distretto di Mjadzel        | Mjadzel        |
| Distretto di Maladzečna     | Maladzečna     |
| Distretto di Njasviž        | Njasviž        |
| Distretto di Puchavičy      | Puchavičy      |
| Distretto di Sluck          | Sluck          |
| Distretto di Smaljavičy     | Smaljavičy     |
| Distretto di Salihorsk      | Salihorsk      |
| Distretto di Staryja Darohi | Staryja Darohi |
| Distretto di Stoŭbcy        | Stoŭbcy        |
| Distretto di Uzda           | Uzda           |
| Distretto di Vilejka        | Vilejka        |
| Distretto di Valožyn        | Valožyn        |

### Regione di Vicebsk
| Distretto                    | Capoluogo       |
| ---------------------------- | --------------- |
| Distretto di Bešankovičy     | Bešankovičy     |
| Distretto di Braslaŭ         | Braslaŭ         |
| Distretto di Čašniki         | Čašniki         |
| Distretto di Dokšycy         | Dokšycy         |
| Distretto di Dubroŭna        | Dubroŭna        |
| Distretto di Haradok         | Haradok         |
| Distretto di Hlybokae        | Hlybokae        |
| Distretto di Lepel'          | Lepel'          |
| Distretto di Lëzna           | Lëzna           |
| Distretto di Miëry           | Miëry           |
| Distretto di Orša            | Orša            |
| Distretto di Pastavy         | Pastavy         |
| Distretto di Polack          | Polack          |
| Distretto di Rasony          | Rasony          |
| Distretto di Šarkaŭščyna     | Šarkaŭščyna     |
| Distretto di Sjanno          | Sjanno          |
| Distretto di Šumilina        | Šumilina        |
| Distretto di Talačyn         | Talačyn         |
| Distretto di Ušačy           | Ušačy           |
| Distretto di Verchnjadzvinsk | Verchnjadzvinsk |
| Distretto di Vicebsk         | Vicebsk         |